# Heute sterben immer nur die andern (Film)
Heute sterben immer nur die andern ist ein von der DEFA Studio Babelsberg GmbH produzierter und 1991 erschienener Film frei nach der gleichnamigen Erzählung von Charlotte Worgitzky aus dem Jahr 1986. Er thematisiert den Umgang mit Krankheit und Tod eines geliebten Menschen sowie das Thema Sterbehilfe.

## Handlung
Die drei Theaterschauspielerinnen Lisa, Maria und Hanna sind seit Langem befreundet. Maria, die älteste der drei, überstand vor Jahren eine Brustkrebs-Erkrankung. Nun kehrt der Krebs mit Knochenmetastasen zurück. Die Ärzte geben Maria nur noch ein halbes Jahr zu leben, man sagt ihr aber nicht, wie schlimm es um sie steht. Hanna kümmert sich zusammen mit Marias Sohn Tobias aufopferungsvoll um Maria. Lisa hingegen weicht einem Treffen mit Maria immer aus und erfindet gegenüber Hanna Ausreden, um Maria nicht besuchen zu müssen. Dies führt zu einem Streit und letztendlich zum Ende der Freundschaft zwischen Hanna und Lisa.
Maria schreibt an ihren Memoiren. Da ein Verlag das Manuskript als zu weitschweifig ablehnt, bietet Hanna ihre Hilfe beim Kürzen und Umschreiben an. Maria versteht Hannas Andeutungen bezüglich ihres Zustandes nicht, und so sagt sie ihr eines Abends direkt, dass sie bald sterben wird. Sie bietet Maria an, ihr ein Medikament zu besorgen, mit dem sie sich, wenn die Schmerzen zu schlimm werden sollten, das Leben nehmen könnte. Maria lehnt dies zunächst ab, stimmt später jedoch zu. Hanna recherchiert in einer Bibliothek nach den Wirkungen verschiedener Substanzen und besorgt ein Mittel.
Maria wird immer schwächer. Sie liegt im Bett und Hanna liest ihr aus dem Manuskript der Memoiren vor, als Maria vor Schmerzen zu schreien anfängt. Letztendlich stimmt sie zu, dass Hanna ihr das Mittel injizieren darf. Maria wird ins Krankenhaus gebracht, wo sie im Beisein von Hanna und Tobias stirbt.
Die Handlung wird unterbrochen von kurzen surrealen Sequenzen, die als Träume oder Schreckensvisionen Hannas gedeutet werden können. Zudem gibt es Rückblenden in die gemeinsame Zeit von Maria, Hanna und Lisa beim Theater sowie in Marias Kindheit: Während Maria (als Voiceover) aus ihren Memoiren liest, wird die junge Maria zum Beispiel beim Spielen mit ihrem kleinen Bruder im Garten gezeigt.

## Produktion und Veröffentlichung
Heute sterben immer nur die andern wurde von der Künstlerischen Arbeitsgruppe (KAG) „Johannisthal“ unter den Arbeitstiteln Der schwarze Engel und Das letzte Hemd zwischen dem 20. März und dem 16. Juli 1990 auf ORWO-Color gedreht. Die Drehorte waren das Studio Babelsberg sowie Berlin, Schwerin und Venedig. Die Premiere fand am 24. Januar 1991 im Berliner Kino International  statt, am Tag darauf startete er in den anderen Kinos. Am 18. Februar desselben Jahres lief er auch auf der Berlinale. 2015 erschien er bei Icestorm Entertainment als Bonusfilm zum Film Die Schauspielerin auf DVD.
Das Szenarium schrieb Brigitte Bernert und für die Dramaturgie war Erika Richter verantwortlich.

## Rezeption
„Kolportagehafte Geschichte, die Sterbehilfe nur oberflächlich anspricht und deren kunstgewerblerische Zitate Selbstzweck bleiben. Einzig durch die Schauspielkunst der Darstellerinnen von Interesse.“

„Der [...] Film besticht durch die Darstellerinnenleistungen von Katrin Sass, Ulrike Krumbiegel und vor allem von Gudrun Ritter, die mit der Rolle der Maria ihren herausragenden Frauenporträts einen weiteren Höhepunkt hinzufügt.“

„Gudrun Ritter und Katrin Saß sind gute, disziplinierte, überzeugende Hauptdarstellerinnen. „Heute sterben immer nur die andern“ ist ein Film, der zu heftigen Diskussionen provoziert.“

Margit Voss von der Berliner Zeitung stellt in ihrer Kritik die entscheidende Frage, ob es sich bei dem Film um tiefschürfende Kunst oder um schillernde Künstlichkeit handelt, bereits in der Überschrift ihrer Kritik.
Michael Hanisch von der Neuen Zeit schreibt, dass ihn der Film mit seiner Thematik sehr mitgenommen hat. Die Geschichte bewegte ihn, kein falscher Ton und keine Banalisierung störte. Als er betroffen aus dem Kino kommt, stehen vor dem Ausgang die Autorin Charlotte Worgitzky und die Szenaristin Brigitte Bernert, die Zettel verteilen, auf denen sie erklären, dass sie sich vehement, jedoch ohne Ergebnis gegen den Eingriff des Regisseurs in die Wiedergabe des Stoffes gewehrt hatten. Im Gegensatz zu Siegfried Kühn, der Maria durch eine Spritze sterben lässt, bekommt diese in der Erzählung von Hanna Tabletten angeboten, die ein schmerzloses Sterben ermöglichen, die sie aber nicht benötigt. Nach Meinung des Kritikers hat der Streit keinen Sinn, jedoch ist der Film wichtig.